# Timothy Björklund
Pour les articles homonymes, voir Björklund.
Timothy Björklund, plus connu sous le nom de Timothy Berglund, est un réalisateur américain de films d'animation.
En 2005, son seul film, Teacher's Pet a reçu le Golden Satellite Award.
Björklund est né à San Francisco/Californie, aux États-Unis. Il aura rejoint l'Institut des Arts de Californie pour y étudier les arts graphiques du cinéma.
Sa carrière a débuté en l'an 2000 lorsqu'il réalisait des séries d'animation Disney pour les enfants, à commencer par Teacher's Pet avant de réaliser le film de cette série en 2004. De 2004 à 2006, Il a réalisé les 40 épisodes de Brandy et M. Moustache, série dans laquelle il participait en tant que producteur délégué.

## Filmographie

### Cinéma
- 1988 : Cocoon, le retour
- 1988 : Qui veut la peau de Roger Rabbit
- 1993 : The Meteor Man
- 2004 : Disney's Teacher's Pet

### Télévision
- 2000 : Scott, le film (Teacher's Pet, série)
- 2000-2002 : Scott, premier de la classe (en) (Teacher's Pet)
- 2004-2006 : Brandy et M. Moustache (série)

## Autres
- Directeur artistique et scénariste pour la série Rocko's Modern Life[2],[3],[4] (crédité dans la série sous Timothy Berglund)
- Directeur pour le film Félix le Chat
- Directeur artistique pour le film de Betty Boop